# بيدرو فيريس
بيدرو فيريس (بالإسبانية: Pedro Ferríz)‏ هو قسيس إسباني، ولد في 15 أبريل 1416 في إسبانيا، وتوفي في 1478 في روما في إيطاليا.